# Diecezja Jerez de la Frontera
Diecezja Jerez de la Frontera (łac. Dioecesis Assidonensis-Ierezensis) – diecezja Kościoła rzymskokatolickiego w Hiszpanii. Należy do metropolii Sewilli. Została erygowana 3 marca 1980 przez wydzielenie z archidiecezji sewilskiej.

## Biskupi
- Biskup diecezjalny: José Rico Pavés (od 2021)